# Zygothrica nigropleura
Zygothrica nigropleura är en tvåvingeart som beskrevs av David Grimaldi 1987. Zygothrica nigropleura ingår i släktet Zygothrica och familjen daggflugor. Inga underarter finns listade i Catalogue of Life.